# Daniel Minea
Daniel Minea est un footballeur roumain né le 26 décembre 1961 à Călăraşi. Il évoluait au poste de milieu défensif.

## Biographie
Daniel Minea est joueur du Steaua Bucarest de 1980 à 1983,,.
Il rejoint l'Olt Scorniceşti en 1983,.
En 1988, Minea revient au Steaua Bucarest,.
Il réalise le doublé Coupe de Roumanie/ Champion de Roumanie en 1989,.
Lors de la campagne de Coupe des clubs champions de 1988-1989, il dispute deux matchs : il joue une demi-finale contre Galatasaray (match nul 1-1) et la finale perdue 0-4 contre l'AC Milan,.
En 1991, il est transféré au K Sint-Niklaasse en Belgique,.
Minea raccroche les crampons en 1996,.

## Palmarès
Steaua Bucarest
| - Championnat de Roumanie (1) : - Champion : 1988-89. - Coupe de Roumanie (1) : - Vainqueur : 1988-89. |  | - Coupe des clubs champions : - Finaliste : 1988-89. |